# Malus halliana
Espèce
Synonymes
- Malus domestica var. halliana (Koehne) Likhonos[2]
- Malus floribunda var. parkmannii (F.L.Temple) Koidz.[2]
- Malus halliana var. spontanea (Makino) Koidz.[2]
- Pyrus halliana (Koehne) Voss.[3]
- Pyrus halliana (Koehne) Voss[2]

Statut de conservation UICN

 DD  : Données insuffisantes
Malus halliana est une espèce de plantes à fleurs de la famille des Rosaceae. C'est un pommier sauvage connu sous le nom de Pommetier de Hall. Originaire d'Asie de l'Est, son nom en chinois est chui si hai tang.